# سبعة بيشاور
الوحدة الإسلامية لمجاهدي أفغانستان، المعروفة أيضًا باسم تحالف مجاهدي الأحزاب السبعة، أو سبعة بيشاور كان تحالفًا تم تشكيله في عام 1988 من قبل أحزاب المجاهديين الأفغان السبع الذين قاتلوا ضد قوات جمهورية أفغانستان الديمقراطية المدعومة من السوفيت في الحرب السوفيتية الأفغانية.  سعى التحالف إلى العمل كجبهة دبلوماسية موحدة تجاه الرأي العالمي، وسعى إلى تمثيل في الأمم المتحدة ومنظمة التعاون الإسلامي.
وقع مؤلفو تحالف سبعة بيشاور في فئتين، الإسلامويين السياسيين: الحزب الإسلامي خالص (خالص)، الحزب الإسلامي قلب الدين (حكمتيار)، والجمعية الإسلامية (رباني) ، والاتحاد الإسلامي (سياف)، والأصوليين: الجبهة الإسلامية الوطنية (جيلاني)، وجبهة الإنقاذ الوطني (مجددي)، والحركة الثورية الإسلامية (محمدي).
كانت جميع المجموعات من المسلمين السنة وكانت جميعها ذات أغلبية بشتونية باستثناء الجمعية الإسلامية، التي كانت ذات أغلبية طاجيكية. كانوا مدعومين من الولايات المتحدة والسعودية وباكستان. تحالف آخر، أصغر ولكنه مسيطر للمجاهدين، كان يتكون من المسلمين الشيعة في الغالب. أطلق عليه اسم ثمانية طهران – تحالف من ثمانية فصائل أفغانية شيعية مدعومة من إيران.
في فبراير 1989 حاولت الجماعات تشكيل حكومة تحالف في المنفى من بيشاور، والتي أطلقوا عليها الحكومة الأفغانية المؤقتة. كان الهدف من الحكومة هو أن يقروا في مدينة جلال آباد ويهجموا على الإدارة في كابل. ومع ذلك، فشل المجاهدين في الانتصار بمعركة جلال آباد عام 1989.
على الرغم من أن تحالف سبعة بيشاور أخذ شكله الرسمي في منتصف الثمانينيات، إلا أنه كان موجودًا ككتلة سياسية في الواقع منذ مايو 1979، عندما قررت الحكومة الباكستانية الحد من تدفق المساعدات المالية الخارجية، وخاصة من الولايات المتحدة (بإطار مبدأ ريغان) والسعودية، إلى المنظمات السبع المذكورة، وبالتالي قطع الإمدادات النقدية لجماعات المقاومة القومية اليسارية.